# Giacinto Ceruti
Giacinto Ceruti fue un abate, matemático, filósofo, traductor y teólogo Italiano del siglo XVIII, nacido en 1737.
.Examen marítimo theórico práctico, o tratado de mecánica aplicada a la construcción, conocimiento y manejo de los navíos y demás embarcaciones. Por Don Jorge Juan, Comendador, dos tomos en 4º, dedicados al Rey, Madrid, 1774 . El Señor Abate Jacinto Ceruti, que fue efemeridista romano, y ahora, por gracia del Rey nuestro Señor, Director de la Real Academia de Cartagena, es de parecer, que basta esta obra sola para poder ponerse la hodierna España en las ciencias matemáticas al lado de cualquiera otra nación europea (cita sacada de la obra escrita por Juan Francisco Masdeu "Historia crítica de España y de la cultura española", Madrid: Antonio de Sancha, 1783).

## Biografía
Giacinto fue doctor en teología de la Real Universidad de Turín, secretario del colegio de teólogos de La Sapiencia de Roma, fundada por Bonifacio VIII en 1303 (también fundó unas escuelas célebres en Aviñón) y primer maestro de matemáticas de la Real Academia de Cartagena.
Fue individuo de muchas Academias célebres y dejó obras de elocuencia, poesía, matemáticas, disertaciones, ect., y varias traducciones de clásicos griegos y latinos: El Señor Don Jacinto Ceruti, Doctor Theologo, bien conocida en ella por la versión del Libro de Job, que con aprobación universal de los Doctos tradujo del Hebreo al verso Italiano, impreso en Roma en 1773, y otras obras hijas de su erudición ( "Carta que escribe el Exc. Señ. D. Antonio Valcarcel Pio de Saboya y Moura, conde de Lumiares, sobre los monumentos antiguos descubiertos últimamente en el barrio de Santa Lucia en la ciudad de Cartagena", Valencia: Joseph y Thomas de Orga, 1781.
Se puede hallar correspondencia de Giacinto con Saverio Mattei en "Lettere di Saverio Mattei", Padova, 1780, con Gabriel Ciscar, autor de "Curso de estudios elementales de marina", con Antonio Valcárcel Pío de Saboya y Moura, y otros.
Esteban de Arteaga, jesuita en Toledo, posteriormente en Bolonia, protegido del cardenal Albergati, muy amante de las letras, docto helenista, profundo filósofo, y buen crítico, en su obra "Investigaciones filosóficas sobre la belleza ideal", 1789, en la que somete a un examen muy detenido todas las exterioridades de que se compone lo bello en las artes plásticas, la música y la poesía, dice los siguiente de la traducción de Ceruti de la Iliada de Homero:
- - Especifica los tres circunstancias principales del pensamiento de Homero:
  - Júpiter que otorga los cabellos que se mueven
  - Sus versos tiene la sublimidad intrínseca del concepto
- La versión de Ceruti representa un Júpiter epiléptico, que al mismo tiempo que mueve las cejas, menea la cabeza y lo que es más ininteligible, sacude la frente
- Ceruti dice que temblaran las esferas en la cima del Olimpo, como si Homero hiciera alusión al sistema de Tolomeo
- Termina criticando a Ceruti al decir que hace ver no conoció el sentido del original y que se puso a traducir a Homero con la misma disposición que los pigmeos de la fábula a manejar la clava de Hércules.

Giamichelle Birolo, impresor de la Academia Real de Turín, publicó un prospecto en el que anunciaba la traducción entera de Jacinto Ceruti de la "Iliada" en versos blancos italianos, 2 tomos, en 4º, con un excelente prefacio y conocido por su excelente traducción del "Libro de Job".

## Obras
- Elogio funebre del P. Jacquier detto in Arcadia dall'abate Giacinto Ceruti, Roma: F. Neri, 1788.
- Oposcoli del Sig. Abate Giacinto Ceruti direttore della Reale Accademia di Carttagena, Firenze: F. Rossi, 1779.
- Oración académica con motivo de solemne inauguración de la Real academia de caballeros guardias marinas de Cartagena que se celebró el día 3 de septiembre, Murcia: Felipe Terruel,
- Junto al jesuita Filippo Buonanni, Descrizione degl'istromenti armonici d'ogni genere, Roma: V. Monaldini, 1776.
- Il libro de Giobbe:..., Roma: Arcangelo Casaletti, 1773.
- La novela pretesa filosofia degl'increduli..., Roma: A. Casaletti, 1772.
- Specimen analyticum de viribus centralibus, Roma: typis Pauli Junchi, 1772.
- Discorso academico dell'abate Giacinto Ceruti detto in Arcadia, Roma: P. Durand, 1772.
- Illiade d'Omero di Giacinto Ceruti, Venezia: A. Zatta, 1743.
- La Fedra tragedia del Sig. Racine tradotta in verso italiano dal Sign. Abb. Giacinto Cerutti...
- Le disgrazir de Ecuba,...

- Otras